# Bovennatuurlijk
Bovennatuurlijk is datgene waarvan men gelooft dat het zich onttrekt aan natuurlijke processen die de empirische wetenschap onderzoekt. De natuurwetten zouden er niet op van toepassing zijn: het bovennatuurlijke staat als het ware 'boven de natuur'. Geloof in het bovennatuurlijke omvat onder meer een geloof in god(en), mirakels, voorspellingen en een leven na de dood.
Vermeende bovennatuurlijke verschijnselen die vallen onder het studiegebied parapsychologie zijn wetenschappelijk onderzocht, maar de uitkomsten van die onderzoeken zijn niet eenduidig te interpreteren. De vakgroep Parapsychologie aan de Universiteit Utrecht die er tussen 1953 en 2007 onderzoek naar deed is opgeheven.

## Omschrijving
Het idee dat er 'iets' buiten de door ons bekende wereld bestaat is van alle volken en alle tijden.
Men onderscheidt:
- 'gebieden' of 'werelden'  als een hel, een hemel, en ook bijvoorbeeld de zogenoemde astrale gebieden, waar volgens mediums de geesten van overledenen verblijven.
- wezens, die deze gebieden bevolken.
- verschijnselen. Deze worden niet altijd met de zintuigen waargenomen en in dat geval spreekt men van een buitenzintuiglijke waarneming.

Men onderscheidt een heel scala aan bovennatuurlijke of paranormale vermogens.
Wil men de overleveringen van verschillende volken en tijden vergelijken, dan valt zowel de enorme verscheidenheid als de gelijkluidendheid van het bovennatuurlijke begrip op. Zo is er een verschil tussen de bovennatuurlijke wereld (hemel, hel) van het christendom en het omvangrijke pantheon aan goden, halfgoden, geesten, duivels, demonen en andere wezens uit het hindoeïstische bovennatuurlijke universum. Aan de andere kant zijn alle vormen van religie gekenmerkt door het universele 'geloof' in bovennatuurlijke zaken.

## Religie
Aangenomen wordt door de meeste religies dat God of de goden bovennatuurlijke wezens zijn die in kunnen grijpen in de wereld met of zonder wonderen.
- Hemel(en) zijn bovennatuurlijke, gelukzalige gebieden. Ze worden bevolkt door goden, engelen en 'vergoddelijkte' mensen.
- Hel(len). De verblijfplaats van duivels en de zielen van hen die niet volgens de 'juiste' principes hebben geleefd.

De monotheïstische godsdiensten claimen 1 hemel en 1 hel, hoewel er rangordes bestaan in 'hemelsheid' (3, 7, of meerdere 'sferen') en in 'helsheid'.
De katholieke theologie kent nog een voorgeborchte en een vagevuur.
Polytheïstische godsdiensten kennen over het algemeen meerdere hemelen, terwijl iedere godheid en iedere hoofddemon zijn eigen bovennatuurlijke verblijfplaats heeft.

## Mythologie
De mythologieën van de wereld worden bevolkt door:
- Goden en godinnen die hun verblijfplaats hebben in hemelse gebieden (van hoge bergtoppen tot andere planeten/universa)
- Halfgoden en helden
- Mythologische monsters (bijvoorbeeld de sfinx, en antropomorfe wezens als reuzen en dwergen)

## Volksoverleveringen
In sagen, legenden en sprookjes is veelvuldig sprake van bovennatuurlijke werelden en hun bewoners.